# Hemmungslose Manon
Hemmungslose Manon (Originaltitel: Manon 70) ist ein französisch-italienisch-deutscher Spielfilm des Regisseurs Jean Aurel aus dem Jahr 1968 nach einem Drehbuch von Cécil Saint-Laurent in Gemeinschaft mit dem Regisseur. Es beruht auf der 1731 entstandenen Erzählung Manon Lescaut von Antoine-François Prévost. Wie im Originaltitel angedeutet, wurde im Film die Handlung in die (damalige) Gegenwart verlegt. In Frankreich kam der Film zum ersten Mal am 21. Februar 1968 in die Kinos, in der Bundesrepublik Deutschland im selben Jahr am 17. Mai.

## Handlung
Manon Lescaut ist der Prototyp der koketten, verführungssüchtigen Frau, die ihrem ewig verschuldeten Bruder, aber auch der eigenen Sucht nach Geld und Wohlstand zuliebe von einem Mann zum andern springt und den Mann, der sie wirklich liebt, damit moralisch zugrunde richtet. Auf dem Flug von Tokio nach Paris befreundet sie sich mit dem Reporter François De Grieux, der ihr völlig verfällt. Auch sie scheint ihn zu lieben; sie kehrt jedenfalls später von ihren Abenteuern mit reichen Männern, die ihr Kleider, Vergnügungsreisen auf dem Mittelmeer oder exklusive Villen bieten, immer wieder zu ihm zurück. Einmal reist sie ihm nach Stockholm nach, um ihn den Armen einer Rivalin zu entreißen. All das aber hindert sie nicht, ihrem sie immer aufs Neue verkuppelnden Bruder Jean-Paul, einem liederlichen und labilen Individuum, quasi hörig zu sein. Am Ende verlässt Manon einen ihrer Liebhaber nach einem Skandal, zu dem es kommt, weil der Liebhaber, der sich als einziger in ihrer Gunst wähnt, deren Verhältnis zu François entdeckt. Wie es dann weitergehen wird, lässt der Film offen.

## Kritik
„Psychologisch oberflächlich und gesellschaftskritische Bezüge aussparend, erschöpft sich die betont modisch-schicke, handwerklich nicht ungekonnte Inszenierung im Vorzeigen diverser Umarmungsszenen.“

„Psychologisch versagt der Film völlig, dramaturgisch bleibt er knapp unter dem Durchschnitt und äußerlich paßt er sich der Filmmode an, die heute gang und gäbe ist. Notfalls für Erwachsene, aber ohne jede Empfehlung.“